# 청주 영조 태실
청주 영조 태실(淸州 英祖 胎室)은 조선 영조의 태실이다.
1984년 12월 31일 충청북도의 기념물 제69호 '청원 영조 태실'로 지정되었다가, 2014년 7월 1일 통합 청주시 출범에 따라 '청주 영조 태실'로 명칭이 변경되었다.

## 개요
태실 규모는 1곽 10평으로 형태는 공주시에 있는 숙종의 태실을 모방하여 조성한 것으로 중앙에 2단으로 된 정방형의 대리석 위에 계란 모양의 태실석과 팔각의 갓처마돌을 놓고 주위에 8개의 장대석을 놓고 팔각의 모서리에는 우주석을 세웠다.
태실(胎室)을 가봉(加封)하는데 따른 경위와 과정 또는 의식절차 등 모든 관련사실을 적은 영조대왕태실석난간조배의궤는 대한민국의 보물 제1901-11호로 청주고인쇄박물관에 있다.

## 같이 보기
- 영조대왕태실석난간조배의궤 (보물 제1901-11호)

## 참고 자료
- 청주 영조 태실 - 국가유산청 국가유산포털